# フォートフランシス町営空港
フォートフランシス町営空港（フォートフランシスちょうえいくうこう） (IATA: YAG, ICAO: CYAG) はカナダ・オンタリオ州フォートフランシスから2.2海里 (4.1 km; 2.5 mi)北西にある空港である。
NAV CANADAは当空港を "airport of entry"（出入国港）と定め、カナダ国境サービス庁 (CBSA) の職員が配置されている。現在、当空港のCBSAの職員は乗客が15人以下のゼネラルアビエーション機の入国・税関手続きしか処理できない。

## 就航路線
| 航空会社       | 就航地                             |
| -------------- | ---------------------------------- |
| ベアスキン航空 | ケノーラ、サンダーベイ、ウィニペグ |